# Понтон (плавателен съд)
Вижте пояснителната страница за други значения на Понтон.
Понто́н (на френски: ponton от на латински: ponto < на латински: pons „мост“) е плавателен съд, служещ за поддържане на вода на тежести (кранове и т.н.) или явяващо се опора на плаващи мостове (понтонен мост).

## Предназначение
Понтонът е предназначен за формирането на причална линия на базите стоянки. Тъй като конструктивно понтонът е несамоходен плавателен съд с положителна плаваемост може да се използва като плаваща основа за разнообразни плаващи конструкции в морското или речното дело, например – плавдок, плаващ кран, причално съоръжение, плаващ ресторант, плаващ хотел и пр. В периода XVII – XIX век понтонът се разглежда като плаваща конструкция за формиране на бродове, а служещите при понтона се наричали понтонери. Типичен вариант на най-простия понтон са две свързани помежду си кухи затворени бъчви.
Терминът също се употребява от немските танкисти към танковете с окачени на тях бронеекрани с характерна форма, а след това е последователно пренесен към автомобилите със закръглени форми от 40-те и 50-те години на XX век.

## Видове понтони
- Стандартен понтон е метално плавателно средство без бордове (или с минимални бордове) и възможност за закрепване едно към друго. Използва се за направата на места за пресичане на водни прегради. По-рядко се използва за транспортиране на товари по река.
- Понтон от пластмасови блокове е такъв понтон, който се състои от множество неголеми пластмасови детайли. От тях се сглобява понтон с необходимата форма и размер. Не е много подходящ за използване при превози на товари или направата на мостове, но е подходящ за съоръжаването на причали. Сглобяването на такъв причал е лесно.
- Надуваем понтон състои се от продълговати надуваеми клетки. Подходящ е идеално за такива задачи, където е необходимо бързо и просто транспортиране на понтона към мястото на неговото използване. Също така се използва за изваждане от водата на потънали кораби. Един от подвидовете се нарича парашутен понтон. Той също е надуваем и се използва за изваждането на потънали кораби и товари.

## В Русия
Съгласно заповед №500 на Министерство на извънредните ситуации (МЧС) от 29 юни 2005 несамоходните съдове подлежат на регистрация в Държавната инспекция по малоразмерните съдове (ГИМС). По въпроса дали понтонът е плавателен съд, съгласно кодекса за вътрешния воден транспорт на РФ от 7 март 2001 г. №42-ФЗ: „Плавателен съд е самоходно или несамоходно плаващо съоръжение, използвано за целите на корабоплаването, в т.ч. и съд със смесено предназначение, за река – море, за плаване, ферибот, дънокопаещи и дъноочистителни снаряди, плаващи кранове и други технически съоръжения от подобен род.“ Така нуждата от регистриране на понтона зависи от неговата употреба:
- ако понтонът ще се използва при движение – регистрацията е задължителна;
- ако понтонът изпълнява ролята на пристан – регистрацията не е необходима.